# Kauno ketaus liejykla

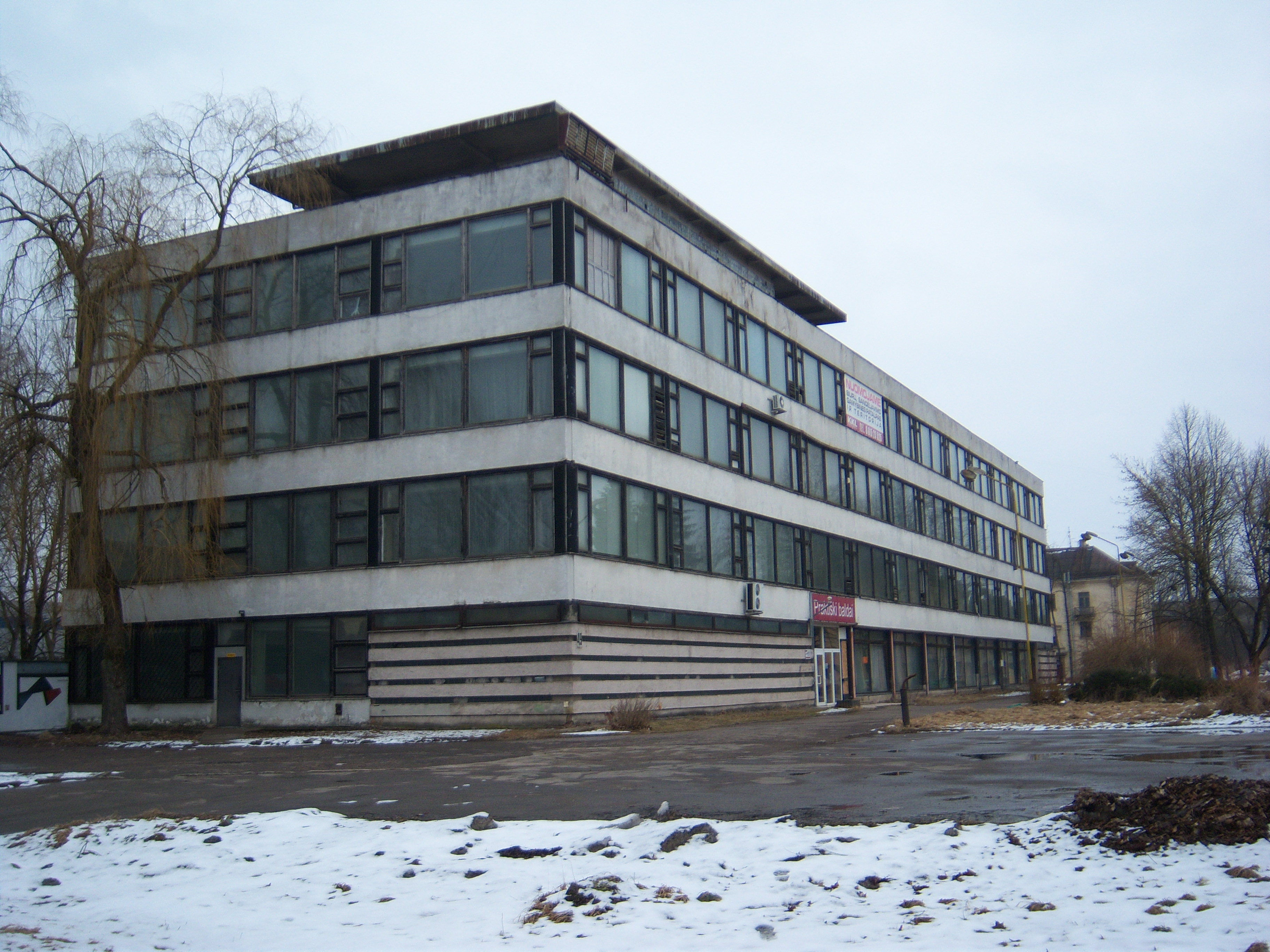
Verwaltungsgebäude (2013)

AB Kauno ketaus liejykla (dt. 'Eisengießerei Kaunas AG') war die größte Eisengießerei in den baltischen Ländern. Standort des Unternehmens war der Stadtteil Petrašiūnai in Kaunas (Litauen).

## Geschichte
1959 begann man mit dem Bau des Werks. Die Gusseisen-Anlage "Centrolitas" wurde gegründet, um Grau- und Sphäroguss für die Verwendung in den unterschiedlichsten Branchen zu produzieren. Das erste Gusseisen stellte man 1962 her. 1966 war das Unternehmen das erste in der Sowjetunion, das synthetisches Eisen produzierte. 1984 hatte das Unternehmen 1780 Mitarbeiter.
1991 wurde das Unternehmen in eine Aktiengesellschaft (Akcinė bendrovė) umgewandelt. Seit 1996 war das Unternehmen im Besitz des litauischen Konzerns EBSW. 2004 wurde es umstrukturiert. Im Jahr 2005 beschäftigte man über 440 Mitarbeiter. Die Produktionskapazität betrug rund 20.000 Tonnen Gusseisen pro Jahr. Seit 2007 wurde das Unternehmen von UAB „KKL investicijų valdymas“ verwaltet. Die Gießerei stellte im Jahr 2009 den Betrieb ein, 2010 fand ein Insolvenzverfahren statt.
Die Eisengießerei Kaunas exportierte über 90 Prozent der gesamten Produktion nach Schweden, Finnland, Deutschland, der Schweiz und Italien.